# Большой Угол
Большой Угол — посёлок в Ду́бровском районе Брянской области, в составе Алешинского сельского поселения. Расположен в 3 км к северо-западу от села Алешня. Население — 10 человек (2010).
Возник в 1920-е годы; до 2005 года входил в Алешенский сельсовет.
| Годы      | 1926 | 1979 | 1989 | 2002 | 2010 |
| --------- | ---- | ---- | ---- | ---- | ---- |
| Население | 66   | 36   | 23   | 18   | 10   |